# Dimash Kudaibergen
Dimash Kanatuly Kudaibergen (en kazajo: Димаш Қанатұлы Құдайберген; Aktobé, 24 de mayo de 1994), también conocido monónimamente como Dimash, es un cantante, compositor y multiinstrumentista kazajo. Tiene formación universitaria en música clásica y contemporánea, y es conocido por su rango vocal excepcionalmente amplio. Ha interpretado canciones en doce idiomas.
Aunque le ofrecieron un puesto en la Ópera de Astaná, decidió forjar su carrera en la música contemporánea, mezclando elementos clásicos y música tradicional kazaja con música pop.
Ganó una popularidad significativa en Kazajistán y en otros países postsoviéticos en 2015 al convertirse en el ganador del Gran Premio del festival Slavianski Bazaar de Vítebsk, Bielorrusia. Saltó a la fama en China con su participación como «competidor comodín» en el concurso de televisión I Am a Singer 2017 (en chino mandarín: 歌手2017) de Hunan TV, terminando segundo en la general.

## Primeros años
Dinmukhamed Qanatuly Qudaibergen nació el 24 de mayo de 1994 en Aktobé, hijo de Qanat Qūdaibergenūly Aitbaev (en kazajo: Қанат Құдайбергенұлы Айтбаев) y Svetlana Aitbaeva (en kazajo: Светлана Айтбаева). Es musulmán. Su padre ocupó anteriormente el cargo de director de la Junta Regional de Desarrollo Cultural de Aktobé. Su madre es cantante soprano en la Sociedad Filarmónica de Aktobé y también desempeña los cargos de miembro del Comité Permanente de Desarrollo Social y Cultural, así como directora artística del estudio infantil Saz en la provincia de Aktobé.

## Carrera
Comenzó a cantar y tocar el piano en diversos lugares y concursos durante su infancia. A los seis años, en el año 2000, ganó el concurso nacional de piano Aynalayin.

### 2010-2014: inicio de carrera
De 2010 a 2013, Dimash participó y ganó cuatro importantes concursos de canto en Kazajistán (Sonorous Voices of Baikonur, 2010, y Zhas Kanat, 2012), Ucrania (Oriental Bazaar, 2012) y Kirguistán (Meikin Asia, 2013).
Al ganar el prestigioso concurso nacional Zhas Kanat en 2012, Dimash ganó por primera vez la amplia atención de los medios nacionales kazajos. Ganó la competencia vocal de tres días con una puntuación completa del jurado de 180 de 180 puntos; la primera vez en la historia del concurso.
En 2013, fue invitado a actuar como cantante invitado en la Noche de Gala Türkçevizyon en Denizli, Turquía.
Cuando era adolescente, Dimash también se dedicó al taekwondo y a la natación. Durante este tiempo compuso la música de dos de sus futuras canciones, «Körkemim» (en kazajo: Кҩркемім) con letras escritas por su padre, y «Unforgettable Day». Dimash también grabó tres videos musicales, dos versiones de «Körkemim» (2013 y 2014) y «Daididau» (2014).
En 2014 se graduó en la Escuela Superior de Música Zhubanov de Aktobe y comenzó sus estudios en Astaná, en la Facultad de Arte Pop de la Universidad Nacional de Artes de Kazajistán. Dimash continuó actuando en público e incluso participó en un concierto con motivo del Día del Maestro. El 30 de diciembre de 2014 recibió el premio Daryn State Youth Award.

### 2015-2016:Slavianski Bazaar, actuaciones internacionales y gira «Unforgettable Day»
Después de su graduación, Dimash actuó en varios países europeos y asiáticos. En 2015, fue invitado a participar en el Slavic Bazaar en Vitebsk, Bielorrusia, un concurso internacional anual para cantantes destacados, después de que uno de los organizadores lo había visto actuar en vivo en Kazajistán. Dimash ganó el Gran Premio el 13 de julio de 2015, con una puntuación de 175 de 180 puntos. Durante los tres días del concurso, fue el claro favorito tanto del jurado como del público. Con sus interpretaciones originales de la canción popular kazaja «Daididau», «Blizzard Again» (en ruso: Опять Метель) de la cantante rusa Ala Pugachova y «SOS d'un terrien en détresse» del cantante francés Daniel Balavoine, obtuvo un amplio reconocimiento del jurado y de los medios internacionales. El presidente del jurado, Polad Bülbüloğlu, afirmó que Dimash poseía tres voces en una, y que las usaba todas profesionalmente.
Tras ganar el concurso Slavianski Bazaar, Dimash apareció regularmente en programas de televisión nacionales y eventos públicos. Entre sus actuaciones como invitado se incluyen la Expo 2015 en Milán, Italia; en el espectáculo teatral Mangilik El, dedicado al 550° aniversario del Kanato kazajo; en el Festival Internacional de Cine de Eurasia de 2015 en Alma Ata; y en un concierto de la Ópera de Astaná al que asistió el presidente chino Xi Jinping.
Dimash lanzó su segunda composición propia, «Unforgettable Day», en agosto de 2015. En octubre de 2015, Dimash fue seleccionado para representar a Kazajistán en el Festival de la Canción de ABU TV 2015 en Estambul, Turquía. Dimash interpretó «Daididau», recibiendo una ovación de pie. En noviembre, Dimash actuó en la ceremonia de clausura del festival Capital de la cultura y las artes del mundo turco, en Mary, Turkmenistán.
Lanzó su miniálbum debut homónimo el 1 de enero de 2016. Dimash apareció en varios programas de televisión cantando «My Swan» (en kazajo: Аққуым) a dúo con Mayra Muhammad-kyzy. En febrero de 2016, su interpretación de «Daididau» fue seleccionada por la Unión Europea de Radiodifusión para representar a Kazajstán en su programa La vuelta al mundo en 80 minutos de música dedicado al Día Mundial de la Radio 2016 que fue reproducido por estaciones de radio de todo el mundo. En marzo, Dimash cantó con sus padres en el concierto del Día de la Mujer en Astaná y participó en el concierto «All Stars for My Beloved» dedicado al Día Internacional de la Mujer en el Gran Palacio del Kremlin en Moscú. En marzo y abril, realizó una gira con la Orquesta Sinfónica de la Universidad de Artes de Kazajistán en Viena, Austria; Maribor, Eslovenia; y Belgrado, Serbia, interpretando «SOS d'un terrien en détresse» y «Daididau».
Dimash tuvo su primera gira principal de abril a diciembre de 2016, en celebración del 25° aniversario de la independencia de Kazajistán. Dimash logró 21 de los 27 conciertos totales planificados en 25 regiones de Kazajistán, que también incluyeron dos conciertos adicionales en las ciudades de Kazán y Ufá en Rusia. Llamó a su gira «Unforgettable Day», en honor a su propia canción del mismo nombre. Los conciertos consistieron en una amplia variedad de canciones en varios idiomas. Recibió el premio «Artista pop» en la ceremonia de los Favoritos del Pueblo en Kazajistán.
En julio de 2016, fue invitado a actuar en la ceremonia de apertura del Slavianski Bazaar en Bielorrusia, donde cantó un dueto con Nagima Eskalieva, y también tuvo el honor de izar la bandera del festival. En 2016, Dimash también se desempeñó como juez en Bala Dausy 2016 ('Voz de los niños 2016').
Otros momentos destacados de las actuaciones de Dimash en 2016 incluyen su actuación como invitado en el concurso anual Zhas Kanat; y sus interpretaciones de «Diva Dance» en un Concierto del Día de Astaná al que asistió el presidente de Kazajistán; de la canción de rap «I Am Kazakh» (con Yerbolat y Alashuly) en el Concierto de Gala del 1000° aniversario de Alma Ata; en un evento de la UNESCO en París, Francia; su actuación en el Festival de Cultura Turca en Seúl, Corea del Sur, actuando para los presidentes de Corea del Sur, Kazajistán, Turquía, Kirguistán, Azerbaiyán y Turkmenistán; y representó a Kazajistán, junto al barítono Sundet Baigozhin, como cantante invitado en la competencia de televisión Big Opera 2016 en Rusia.
En noviembre de 2016, el director del Teatro Estatal de Ópera de Astaná, Toleubek Alpiyev, invitó a Dimash a trabajar como cantante de ópera, afirmando que su voz sería «ideal para la ópera barroca», pero decidió seguir una carrera en la música contemporánea.

### 2017: cantante, éxito en China y concierto en solitario «Bastau»
A principios de 2017, Dimash apareció en la quinta temporada de I Am a Singer de Hunan TV, bajo la recomendación del director Hong Tao, y firmó un contrato con Black Gold Talent en Beijing. A los veintidós años, fue el participante más joven en la historia del programa y compitió contra cantantes chinos profesionales y de mayor venta como «competidor comodín». La madre de Dimash dijo más tarde que esperaba llegar al menos a la etapa intermedia de la competencia.
Ganó los episodios 1, 2 y 6, con sus interpretaciones de «SOS d'un terrien en détresse», «Opera 2» y «Adagio». Llegó a la final y terminó como subcampeón detrás de la cantante de Hong Kong Sandy Lam.
En el episodio 1 de I Am a Singer 2017, Dimash cantó «SOS d'un terrien en détresse». Después de ganar este episodio, el nombre de Dimash se hizo prominente en las redes sociales y su éxito llegó a los titulares en China y Kazajistán, así como en los medios de comunicación y programas de televisión franceses.
Dimash también ganó el episodio 2 con su versión de «Opera 2» de Vitas, y quedó en tercer lugar en el episodio 3 con su interpretación de «The Show Must Go On» de Queen. Hunan TV y los medios chinos lo nombraron «un puente para la cooperación cultural kazajo-china». Entre las grabaciones de los episodios 3 y 4, Dimash actuó en la Ceremonia de Apertura de la Universiada de Invierno de 2017, cantando «A Question of Honor» de Sarah Brightman con Zarina Altynbayeva. Interpretó su primera canción en chino mandarín «Late Autumn» (en chino mandarín: 秋意浓) en el episodio 4 y quedó en tercer lugar. Durante la transmisión del episodio 4, se mostró el encuentro de Dimash con Jackie Chan, su ídolo de la infancia. Ganó el episodio 6 con su interpretación de «Adagio» de Lara Fabian, una actuación que fue elogiada por Fabian.
Para el episodio 7, Dimash interpretó su versión de la canción folclórica tradicional kazaja «Daididau», acompañado por el Conjunto Instrumental Folclórico de la universidad de Dimash, la Universidad Nacional de Artes de Kazajistán. Dimash y los instrumentistas actuaron vistiendo trajes tradicionales kazajos (shapan). Comenzó la actuación tocando una pieza tradicional llamada «Adai» (en kazajo: Адай) con un dombra, y luego cantó «Daididau». Quedó en tercer lugar. Su actuación fue recibida positivamente y despertó el interés por la música y la cultura kazajas en China. Dimash dijo más tarde en una entrevista que esto le dio la oportunidad de «asegurarse una vez más de que la música no conoce fronteras». Después de la emisión del episodio 7, se emitió un documental sobre Dimash en Hunan TV.
Dimash cantó su propia canción «Unforgettable Day» para el episodio 10, con una sección de la letra traducida al chino mandarín. Quedó en tercer lugar. En pocos días, «Unforgettable Day» alcanzó la cima de las listas de Fresh Asia Music. El 5 de abril, lanzó su primer sencillo chino «Eternal Memories» (en chino mandarín: 拿不走的记忆), tema principal de la película Battle of Memories (en chino mandarín: 记忆大师).
En el episodio 12, la semifinal, Dimash cantó «Confessa» de Adriano Celentano en italiano, seguida de «The Diva Dance» de la película El quinto elemento. Quedó en segundo lugar y fue promovido a la final. El 12 de abril, lanzó su sencillo «Go Go Power Rangers», tema principal de la película Power Rangers en China.
En la final, Dimash cantó «A Tribute to Michael Jackson» a dúo con Shang Wenjie. Terminó Singer 2017 como subcampeón. Para el episodio final de Singer 2017, episodio 14, el episodio de gala, Dimash interpretó una nueva canción en kazajo, «Give Me Love» (en kazajo: Маxаббат Бер Маған; Makhabbat Ber Magan).
Durante Singer 2017, Dimash apareció en varios programas de televisión chinos, incluyendo Happy Camp, My Boyfriend's A Superstar/Fan Fan Boyfriend y Come Sing with Me (donde los seguidores fueron seleccionados para cantar con su ídolo); y tuvo muchas otras actuaciones en China, incluyendo en los Chinese Top Ten Music Awards en Shanghái, donde ganó su primer premio chino, concretamente por «Mejor Cantante Asiático»; en los Top Chinese Music Awards en Shenzhen, China, que se consideran el equivalente asiático de los Premios Grammy, donde interpretó «Unforgettable Day» acompañado por Ouyang Nana en el piano, y ganó el Premio al «Cantante Internacional Más Popular»; y en la Gala de la Reunión en la Ruta de la Seda, celebrada por la Embajada de Kazajistán y el Departamento de Cultura de China, en Beijing.
A su regreso a Kazajistán tras la finalización de Singer 2017, fue recibido con un evento de felicitación en Astaná.
Después de Singer 2017, Dimash apareció y actuó en numerosos programas de televisión y eventos públicos en China, Kazajistán y Francia.
Entre sus actuaciones en Francia se incluyen su interpretación de «SOS d'un terrien en détresse» en el popular programa de televisión de France 2 Les Années Bonheur; sus actuaciones benéficas en las Galas Global Gift en París y Cannes (a las que fue invitado por la presidenta honoraria de la fundación, Eva Longoria); en el Festival de Cine de Cannes y en la Gala Ruhani Zhangyru de la UNESCO en París.
El 27 de junio de 2017, realizó su primer concierto en solitario a gran escala «Bastau» (en kazajo: Бастау; en español: 'Comienzo') en Astaná, Kazajistán. La mayor parte del concierto de tres horas estuvo acompañado por una orquesta en vivo; los cantantes invitados incluyeron a Terry Lin, Loreen, Sophie Ellis-Bextor y Marat Aitimov; y Dimash realizó duetos con Maira Mukhamedkyzy, Kristina Orbakaitė y con sus padres, Svetlana Aitbayeva y Kanat Aitbayev. Junto con las piezas populares de Singer 2017 y pre-Singer, también debutó con sus nuevas canciones «My Star» (en kazajo: Жұлдызым), «Without You» (en kazajo: Кім екен), «Last Word» (en kazajo: Сҩз соңы) y «Leyla» (en kazajo: Лейла). «Bastau» fue bien recibido y se agotó ante una multitud de alrededor de treinta mil personas.
En julio, la nueva canción de Dimash «Ocean over Time» (en chino mandarín: 时光·沧海) se lanzó en China como tema principal del juego Moonlight Blade, que luego ganó uno de los Premios de Música de Hollywood de Medios de Comunicación. En el mismo mes, cantó en la Ceremonia de Clausura de Slavic Bazaar en Vitebsk, Bielorrusia, donde su carrera internacional había comenzado en 2015 e interpretó varias canciones para la audiencia del Festival Internacional de Cine de Eurasia de 2017 y sus invitados honorarios Nicolas Cage y Adrien Brody.
El 16 de septiembre, Dimash actuó como cabeza de cartel en el Festival al Aire Libre Gakku en Alma Ata, ante una multitud de 150 000 personas. Antes de este evento, su nota más alta registrada fue G7 en registro de silbido, a la par de Mariah Carey. En el Festival Gakku, se superó a sí mismo al alcanzar la nota D8 durante la interpretación de «Unforgettable Day».
En 2017, el patinador artístico kazajo Denis Ten, medallista olímpico y amigo de Dimash, comenzó a utilizar su interpretación de «SOS d'un terrien en détresse» para sus presentaciones de patinaje. Más tarde, tras la muerte violenta del patinador debido a un intento de robo en julio de 2018, Dimash le realizó un homenaje en su concierto en Arnau, interpretando la canción que Denis utilizó como fondo musical para sus actuaciones artísticas.